# Fustiger knausii
Fustiger knausii är en skalbaggsart som beskrevs av Schaeffer 1906. Fustiger knausii ingår i släktet Fustiger och familjen kortvingar. Inga underarter finns listade i Catalogue of Life.